# FK Igman Ilidža
FK Igman je bosanskohercegovački nogometni klub iz Ilidže, sarajevskog predgrađa. U sezoni 2023./24. natječe se u Drugoj ligi FBiH – Centar, trećem rangu bosanskohercegovačkog nogometnog sustava.

## Povijest
Kao jedan od najstarijih klubova u Bosni i Hercegovini osnovan je 1. svibnja 1923. godine. Ovaj klub je bio rasadnik mnogih mladih sportaša, nogometaša koji su u ovom klubu napravili svoje prve nogometne korake, ostvarili svoj dječački san o prvoligaškom statusu, a neki su igrali i za reprezentaciju bivše Jugoslavije.

Napomene radi, u ovom klubu ponikli su Josip Katalinski, Murat Šaran, Gordan Vidović, Sead Jesenković, Milenko Bajić, Branislav Berjan.

Fudbalski klub Igman ušao je u Republičku ligu 1947./48. godine, a tadašnju Republičku ligu činili su Željezničar, Velež Mostar, Radnik Bijeljina, Borac Banja Luka, Čelik Zenica, Bosna Sarajevo, Proleter Teslić, Jedinstvo Brčko, Rudar Kakanj, Bosanski Brod, Jedinstvo Bihać i Igmana s Ilidže.

Danas je namjera FK Igman rad s najmlađim kategorijama, tako da u klubu rade selekcije juniora, kadeta i pionira.

## Stadion
Sportski centar Igman Ilidža danas raspolaže sljedećom infrastrukturom:
- Glavni teren dimenzija 110 × 68 m s tribinom s 3800 sjedećih mjesta;
- Pomoćni teren 1 s umjetnom travom dimenzija 80 x 40 metara;
- Pomoćni teren 2 s umjetnom travom dimenzija 20 x 40 metara;
- Natkriven teren – BALON dimenzija 74 × 44 metra

U okviru navedenog cjelokupan trenažni i dijelom natjecateljski proces provode FK Olimpik Sarajevo i FK Igman Ilidža, a preostali period je namijenjen za komercijalne svrhe. 

## Nastupi u završnicama kupa
Kup maršala Tita 1974.
- šesnaestina završnice: FK Sarajevo – Igman Ilidža                2:0

Kup Jugoslavije 1991./92.
- šesnaestina završnice: Igman Ilidža – FK Partizan                0:3

## Poznati igrači
- Josip Katalinski
- Boris Bračulj
- Gordan Vidović

## Poznati treneri
- Vladimir Konjevod

## Vanjske poveznice
- Službena stranica